# Ibidorhyncha struthersii
Ibidorhyncha struthersii là một loài chim trong họ Ibidorhynchidae.